# Mogwai (cultura chinesa)
A palavra mogwai é a transliteração da palavra cantonesa 魔怪 (Jyutping: mo1 gwaai3) (Chinês mandarim: 魔鬼; pinyin: móguǐ) significando "monstro", "espírito maléfico", "diabo" ou "demônio".

## Mogwai/Mogui na cultura chinesa
De acordo com a tradição chinesa, mogwai são certos demônios, que frequentemente infligem danos em humanos. Deles é dito se reproduzirem sexualmente durante temporadas de acasalamento disparadas pela chegada da chuva. Supostamente, tomam conta da procriação nestas épocas porque chuva significa tempos fartos e ricos à frente.
O termo "mo" deriva do sânscrito "Mara", significando 'seres maus'. No hinduísmo e budismo, Mara determina destinos de morte e desejo que acorrentam o povo a um ciclo de reencarnações e sofrimento sem fim. Ele conduz o povo a pecar, a maldades e a auto-destruição. Enquanto  isso, "gui" não necessariamente significa espíritos 'maus' ou demoníacos. Classicamente, simplesmente significa espíritos de falecidos ou almas dos mortos. Todavia, no chinês moderno, evoluiu para se referir em geral a espíritos dos mortos ou fantasmas ou fantasmas de não-membros da família que possam se tornar vingativos contras humanos vivos que causaram a eles dor quando ainda viviam. É comum para os vivos retificar os seus pecados ao sacrificar dinheiro à gui ao queimar notas bancárias em papel (em geral falsas) para que gui possa ter fundos para usar no além-túmulo.
Notavelmente, o uso popular moderno de mogui como 'demoníaco' e gui como 'diabos' é de certa forma uma consequência das influências ocidentais como os textos bíblicos em língua chinesa traduzem Satã no Livro de Jó e o termo grego 'diabolos' como mogui.